# 布埃纳文图拉 (托莱多省)
布埃纳文图拉，是西班牙卡斯蒂利亚-拉曼恰托莱多省的一个市镇。总面积36平方公里，总人口541人（2001年），人口密度15人/平方公里。